# Sulztal an der Weinstraße
Sulztal an der Weinstraße war eine Gemeinde mit 112 Einwohnern (Stand 1. Jänner 2024) im Bezirk Leibnitz im österreichischen Bundesland Steiermark. Seit 1. Jänner 2015 ist sie im Rahmen der Gemeindestrukturreform in der Steiermark mit der Gemeinde Gamlitz zusammengeschlossen, die neue Gemeinde führt den Namen Gamlitz weiter.
Sulztal an der Weinstraße liegt an der slowenischen Grenze in der Südsteiermark auf 429 bis 505 m Höhe.

## Gemeindegliederung
Sulztal besteht aus der einzigen Ortschaft Sulztal bzw. aus zwei Katastralgemeinden (Fläche Stand 31. Dezember 2023):
- Sulz (97,16 ha) mit 63 Ew.
- Sulztal (131,05 ha) mit 48 Ew.

## Geschichte
Die Ortsgemeinde als autonome Körperschaft entstand 1850. Die Gemeinde wurde 1919 durch die Grenzziehung nach dem Ersten Weltkrieg dem neuen Staat Jugoslawien zugeschlagen. Als Staatsgrenze wurde die Bezirksgrenze zwischen Leibnitz und Marburg – zugleich die Wasserscheide von Mur und Drau – festgesetzt. 1921 wurde ein kleiner Teil der Gemeinde Sulztal wieder an Österreich rückgegliedert, als erster Bürgermeister wurde von 1927 bis 1942 Franz Knaus von den Gemeindebürgern gewählt. Nach der Annexion Österreichs 1938 kam die Gemeinde zum Reichsgau Steiermark, 1945 bis 1955 war sie Teil der britischen Besatzungszone in Österreich.

## Politik
Bürgermeister war bis zur Gemeindefusion Thomas Hohler (SPÖ). Der Gemeinderat setzte sich nach den Wahlen von 2010 wie folgt zusammen: 6 SPÖ, 2 ÖVP, 1 Grüne.

## Wappen

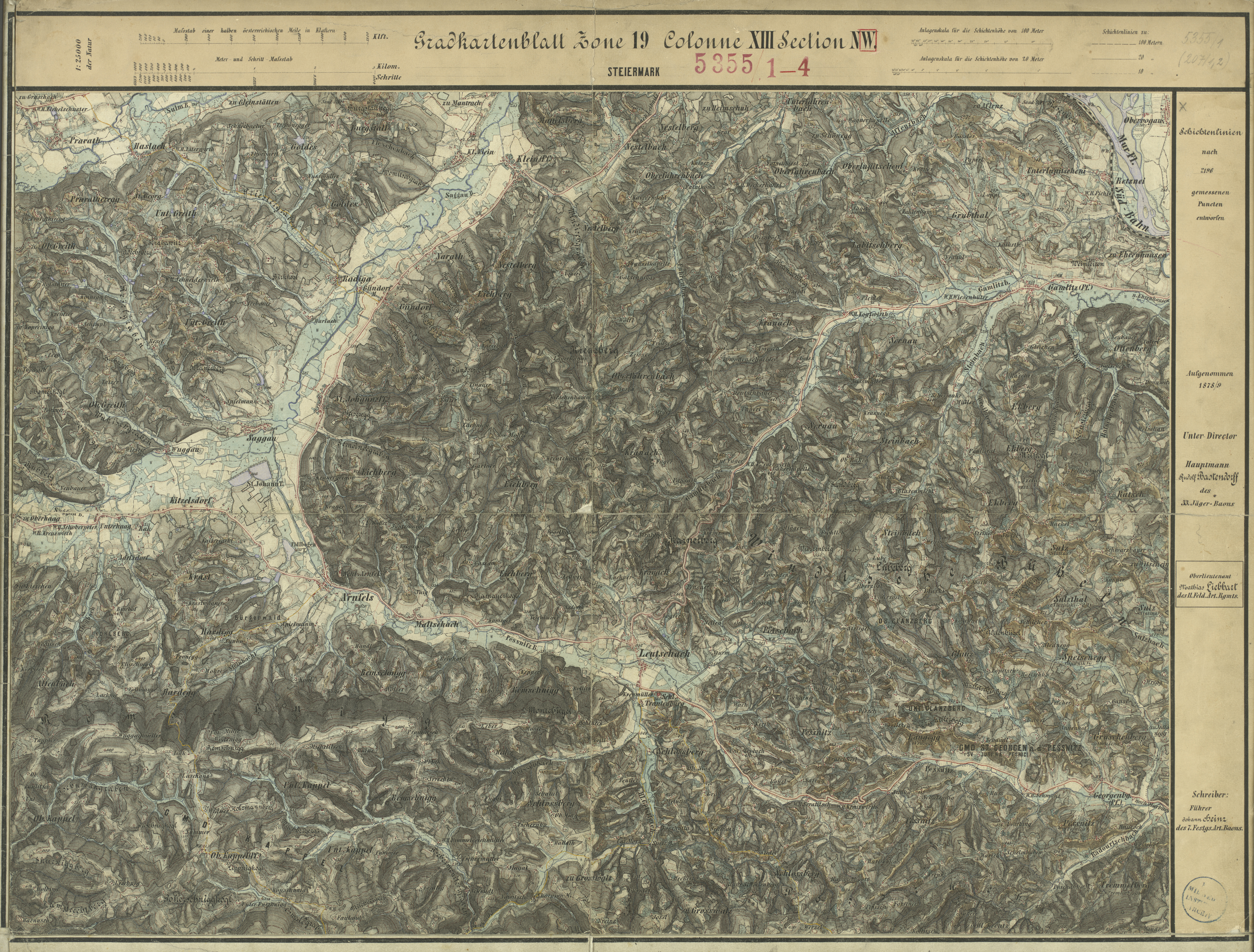
Das Gebiet von Sulztal (rechts unten) um das Jahr 1879 (Aufnahmeblatt der 3. Landesaufnahme)

Die Verleihung des Gemeindewappens erfolgte mit Wirkung vom 1. Mai 1998.

Blasonierung (Wappenbeschreibung):
„Ein silberner Wellenpfahl im roten Schild, aus dessen Seitenrändern je ein silberner Weinstock mit je drei Blättern und zwei Trauben hereinbricht.“

## Wirtschaft und Infrastruktur
Sulztal ist eine ländliche Weinbaugemeinde, daher gibt es mehrere Buschenschänken und Beherbergungsbetriebe.
Sulztaler Kinder dürfen zur Volksschule in die Nachbargemeinde Ratsch an der Weinstraße bzw. zur Hauptschule nach Gamlitz pendeln.